# داسو فالكون 7 إكس
داسو فالكون 7 إكس (بالإنجليزية: Dassault Falcon 7X) هي طائرة نفاثة أعمال كبيرة المقصورة وطويلة المدى صنعت من قبل شركة داسو للطيران الفرنسية. أول طيران لها كان في 5 مايو 2005. عرضت لأول مرة للجمهور في عام 2005 خلال معرض باريس الجوي .

## المشغلون

### استخدام مدني
السعودية
- طيران السعودية الخاص - (SPA) التابع للخطوط الجوية العربية السعودية تقوم بتشغيل أسطول يحتوي على أربعة طائرات داسو فالكون 7 إكس وقيد الاستخدام الحالي

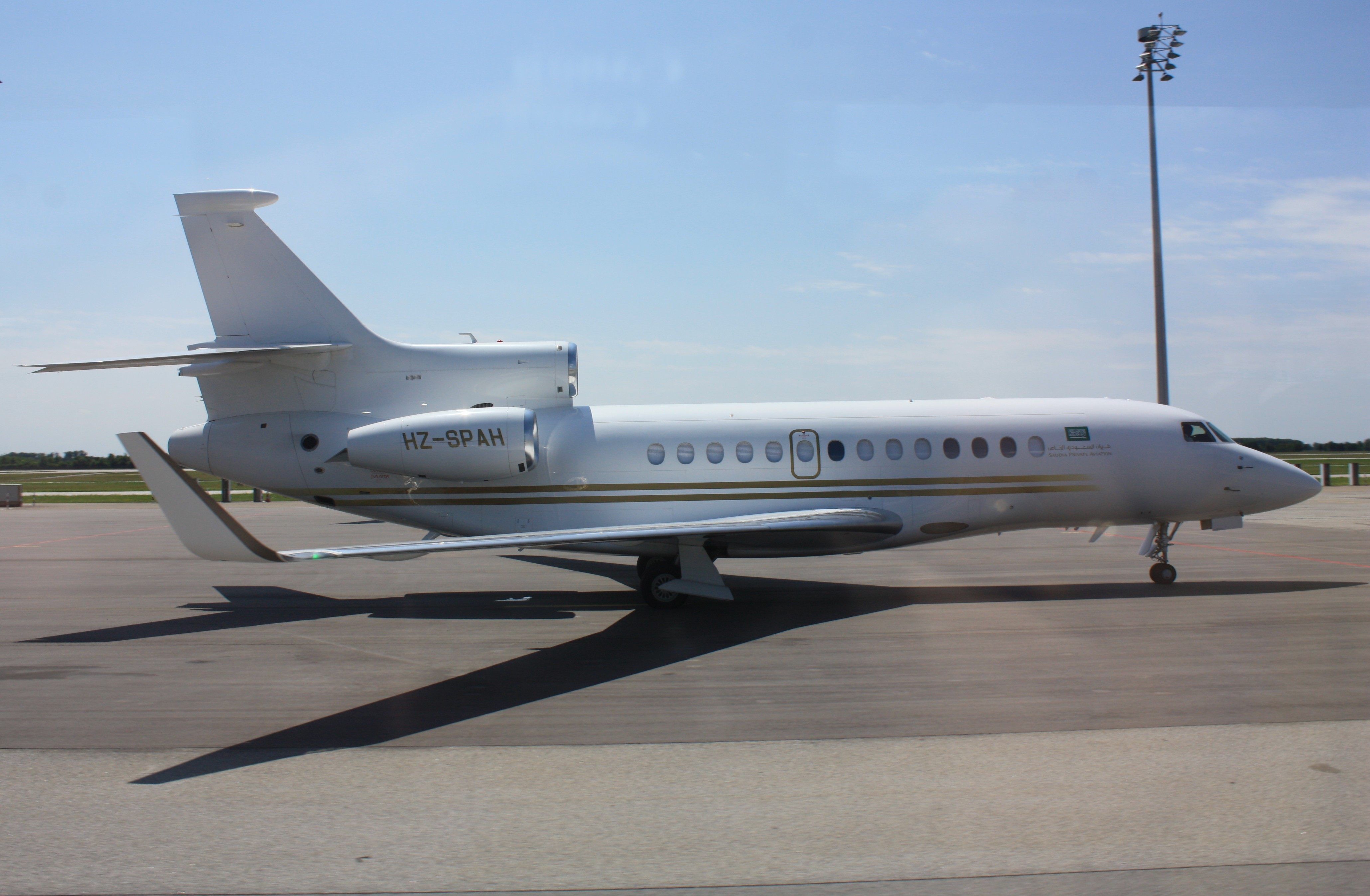
داسو فالكون 7 إكس تابعة لطيران السعودية الخاص

### استخدام حكومي وعسكري
الإكوادور
 فرنسا
 موناكو
 ناميبيا
 نيجيريا
 مصر
القوات الجوية المصرية - 4.